# Фирсов, Николай Яковлевич
Никола́й Я́ковлевич Фи́рсов (1919—1997) — старший сержант Рабоче-крестьянской Красной Армии, участник Великой Отечественной войны, Герой Советского Союза (1944).

## Биография
Николай Фирсов родился 30 ноября 1919 года в селе Троицкое-Варыпаево (ныне — Луначарское, Лопатинский район Пензенской области). После окончания начальной школы и курсов трактористов работал в колхозе. В 1939 году Фирсов был призван на службу в Рабоче-крестьянскую Красную Армию. С февраля 1943 года — на фронтах Великой Отечественной войны.
К октябрю 1943 года старший сержант Николай Фирсов командовал сапёрным отделением 12-го отдельного сапёрного батальона 106-й стрелковой дивизии 65-й армии Центрального фронта. Отличился во время битвы за Днепр. 15 октября 1943 года Фирсов в составе разведгруппы переправился через Днепр в районе посёлка Лоев Гомельской области Белорусской ССР и принял активное участие в боях за захват и удержание плацдарма на его западном берегу, проделав проходы в минных и проволочных заграждениях противника, лично снял 85 мин.
Указом Президиума Верховного Совета СССР «О присвоении звания Героя Советского Союза генералам, офицерскому, сержантскому и рядовому составу Красной Армии» от 15 января 1944 года за «образцовое выполнение боевых заданий командования на фронте борьбы с немецкими захватчиками и проявленными при этом отвагу и геройство» старший сержант Николай Фирсов был удостоен высокого звания Героя Советского Союза с вручением ордена Ленина и медали «Золотая Звезда» за номером 3570.
В 1944 году в звании старшего сержанта Фирсов был демобилизован по состоянию здоровья. Проживал в Лопатино, заведовал райсобесом. Умер 4 октября 1997 года.
Был также награждён орденами Отечественной войны 1-й и 2-й степеней, рядом медалей.
Память
В честь Фирсова названа улица в Лопатино.